# Gran Premio de Japón de Motociclismo de 2008
El Gran Premio de Japón de Motociclismo de 2008 fue la decimoquinta prueba del Campeonato del Mundo de Motociclismo de 2008. Tuvo lugar en el fin de semana del 26 al 28 de septiembre de 2008 en el Twin Ring Motegi, situado en Motegi, Prefectura de Tochigi, Japón. La carrera de MotoGP fue ganada por Valentino Rossi, seguido de Casey Stoner y Dani Pedrosa. Marco Simoncelli ganó la prueba de 250cc, por delante de Álvaro Bautista y Alex Debón. La carrera de 125cc fue ganada por Stefan Bradl, Mike Di Meglio fue segundo y Gábor Talmácsi tercero.

## Resultados

### Resultados MotoGP
| Pos.            | N.º | Piloto           | Constructor | Vueltas | Tiempo    | Parrilla | Pts. |
| --------------- | --- | ---------------- | ----------- | ------- | --------- | -------- | ---- |
| 1               | 46  | Valentino Rossi  | Yamaha      | 24      | 43:09.599 | 4        | 25   |
| 2               | 1   | Casey Stoner     | Ducati      | 24      | +1.943    | 2        | 20   |
| 3               | 2   | Dani Pedrosa     | Honda       | 24      | +4.866    | 5        | 16   |
| 4               | 48  | Jorge Lorenzo    | Yamaha      | 24      | +6.165    | 1        | 13   |
| 5               | 69  | Nicky Hayden     | Honda       | 24      | +24.593   | 3        | 11   |
| 6               | 65  | Loris Capirossi  | Suzuki      | 24      | +25.685   | 6        | 10   |
| 7               | 5   | Colin Edwards    | Yamaha      | 24      | +25.918   | 7        | 9    |
| 8               | 56  | Shinya Nakano    | Honda       | 24      | +26.003   | 9        | 8    |
| 9               | 4   | Andrea Dovizioso | Honda       | 24      | +26.219   | 13       | 7    |
| 10              | 21  | John Hopkins     | Kawasaki    | 24      | +37.131   | 11       | 6    |
| 11              | 52  | James Toseland   | Yamaha      | 24      | +37.574   | 10       | 5    |
| 12              | 14  | Randy de Puniet  | Honda       | 24      | +38.020   | 8        | 4    |
| 13              | 33  | Marco Melandri   | Ducati      | 24      | +39.768   | 16       | 3    |
| 14              | 50  | Sylvain Guintoli | Ducati      | 24      | +45.846   | 15       | 2    |
| 15              | 13  | Anthony West     | Kawasaki    | 24      | +55.748   | 17       | 1    |
| 16              | 24  | Toni Elías       | Ducati      | 24      | +59.320   | 14       |      |
| 17              | 15  | Alex de Angelis  | Honda       | 24      | +1:12.398 | 18       |      |
| Ret             | 7   | Chris Vermeulen  | Suzuki      | 16      | Ret       | 12       |      |
| Ret             | 64  | Kousuke Akiyoshi | Suzuki      | 0       | Caída     | 19       |      |
| Reporte Oficial |     |                  |             |         |           |          |      |

## Resultados 250cc
| Pos.            | N.º | Piloto              | Constructor | Vueltas | Tiempo       | Parrilla | Pts. |
| --------------- | --- | ------------------- | ----------- | ------- | ------------ | -------- | ---- |
| 1               | 58  | Marco Simoncelli    | Gilera      | 23      | 43:09.385    | 1        | 25   |
| 2               | 19  | Álvaro Bautista     | Aprilia     | 23      | +0.348       | 5        | 20   |
| 3               | 6   | Alex Debón          | Aprilia     | 23      | +8.414       | 3        | 16   |
| 4               | 60  | Julián Simón        | KTM         | 23      | +9.151       | 7        | 13   |
| 5               | 36  | Mika Kallio         | KTM         | 23      | +17.041      | 4        | 11   |
| 6               | 72  | Yuki Takahashi      | Honda       | 23      | +19.632      | 8        | 10   |
| 7               | 41  | Aleix Espargaró     | Aprilia     | 23      | +19.892      | 9        | 9    |
| 8               | 75  | Mattia Pasini       | Aprilia     | 23      | +20.442      | 11       | 8    |
| 9               | 4   | Hiroshi Aoyama      | KTM         | 23      | +22.303      | 2        | 7    |
| 10              | 15  | Roberto Locatelli   | Gilera      | 23      | +22.387      | 10       | 6    |
| 11              | 55  | Héctor Faubel       | Aprilia     | 23      | +32.851      | 6        | 5    |
| 12              | 52  | Lukáš Pešek         | Aprilia     | 23      | +48.621      | 12       | 4    |
| 13              | 14  | Ratthapark Wilairot | Honda       | 23      | +48.803      | 14       | 3    |
| 14              | 66  | Shoya Tomizawa      | Honda       | 23      | +49.572      | 13       | 2    |
| 15              | 32  | Fabrizio Lai        | Gilera      | 23      | +58.045      | 15       | 1    |
| 16              | 25  | Alex Baldolini      | Aprilia     | 23      | +58.362      | 17       |      |
| 17              | 65  | Takumi Takahashi    | Honda       | 23      | +1:15.062    | 16       |      |
| 18              | 45  | Doni Tata Pradita   | Yamaha      | 23      | +1:49.930    | 19       |      |
| 19              | 43  | Manuel Hernández    | Aprilia     | 23      | +1:58.603    | 20       |      |
| 20              | 92  | Daniel Arcas        | Aprilia     | 22      | +1 vuelta    | 21       |      |
| 21              | 69  | Takumi Endoh        | Yamaha      | 22      | +1 vuelta    | 24       |      |
| 22              | 10  | Imre Tóth           | Aprilia     | 22      | +1 vuelta    | 23       |      |
| 23              | 68  | Yuuki Ito           | Yamaha      | 20      | +3 vueltas   | 22       |      |
| Ret             | 35  | Simone Grotzkyj     | Gilera      | 0       | Caída        | 18       |      |
| DNS             | 21  | Héctor Barberá      | Aprilia     |         | No participó |          |      |
| DNS             | 67  | Kazuki Watanabe     | Yamaha      |         | No participó |          |      |
| DNS             | 17  | Karel Abraham       | Aprilia     |         | No participó |          |      |
| Reporte Oficial |     |                     |             |         |              |          |      |

## Resultados 125cc
| Pos.            | N.º | Piloto             | Constructor | Vueltas | Tiempo    | Parrilla | Pts. |
| --------------- | --- | ------------------ | ----------- | ------- | --------- | -------- | ---- |
| 1               | 17  | Stefan Bradl       | Aprilia     | 20      | 39:57.228 | 2        | 25   |
| 2               | 63  | Mike Di Meglio     | Derbi       | 20      | +0.151    | 1        | 20   |
| 3               | 1   | Gábor Talmácsi     | Aprilia     | 20      | +0.281    | 5        | 16   |
| 4               | 6   | Joan Olivé         | Derbi       | 20      | +5.945    | 12       | 13   |
| 5               | 18  | Nicolás Terol      | Aprilia     | 20      | +6.072    | 3        | 11   |
| 6               | 11  | Sandro Cortese     | Aprilia     | 20      | +6.135    | 4        | 10   |
| 7               | 24  | Simone Corsi       | Aprilia     | 20      | +6.455    | 15       | 9    |
| 8               | 45  | Scott Redding      | Aprilia     | 20      | +25.393   | 6        | 8    |
| 9               | 33  | Sergio Gadea       | Aprilia     | 20      | +25.537   | 10       | 7    |
| 10              | 99  | Danny Webb         | Aprilia     | 20      | +26.192   | 18       | 6    |
| 11              | 71  | Tomoyoshi Koyama   | KTM         | 20      | +27.307   | 11       | 5    |
| 12              | 35  | Raffaele De Rosa   | KTM         | 20      | +39.536   | 19       | 4    |
| 13              | 73  | Takaaki Nakagami   | Aprilia     | 20      | +43.745   | 20       | 3    |
| 14              | 7   | Efrén Vázquez      | Aprilia     | 20      | +51.629   | 16       | 2    |
| 15              | 5   | Alexis Masbou      | Loncin      | 20      | +51.899   | 22       | 1    |
| 16              | 94  | Jonas Folger       | KTM         | 20      | +51.931   | 31       |      |
| 17              | 8   | Lorenzo Zanetti    | KTM         | 20      | +51.962   | 23       |      |
| 18              | 22  | Pablo Nieto        | KTM         | 20      | +52.589   | 28       |      |
| 19              | 77  | Dominique Aegerter | Derbi       | 20      | +56.837   | 7        |      |
| 20              | 51  | Stevie Bonsey      | Aprilia     | 20      | +56.977   | 17       |      |
| 21              | 72  | Marco Ravaioli     | Aprilia     | 20      | +58.626   | 30       |      |
| 22              | 58  | Yuuichi Yanagisawa | Honda       | 20      | +59.926   | 32       |      |
| 23              | 21  | Robin Lässer       | Aprilia     | 20      | +1:09.782 | 25       |      |
| 24              | 59  | Hiroki Ono         | Honda       | 20      | +1:14.883 | 35       |      |
| 25              | 26  | Adrián Martín      | Aprilia     | 20      | +1:26.120 | 29       |      |
| 26              | 36  | Cyril Carrillo     | Honda       | 20      | +1:29.130 | 37       |      |
| Ret             | 38  | Bradley Smith      | Aprilia     | 16      | Ret       | 14       |      |
| Ret             | 62  | Kazuma Watanabe    | Honda       | 16      | Ret       | 34       |      |
| Ret             | 60  | Michael Ranseder   | Aprilia     | 14      | Ret       | 24       |      |
| Ret             | 57  | Iori Namihira      | Honda       | 11      | Ret       | 26       |      |
| Ret             | 50  | Hiroomi Iwata      | Honda       | 10      | Ret       | 27       |      |
| Ret             | 48  | Bastien Chesaux    | Aprilia     | 8       | Caída     | 39       |      |
| Ret             | 95  | Robert Mureșan     | Aprilia     | 6       | Caída     | 33       |      |
| Ret             | 12  | Esteve Rabat       | KTM         | 0       | Caída     | 21       |      |
| Ret             | 16  | Jules Cluzel       | Loncin      | 0       | Caída     | 36       |      |
| Ret             | 29  | Andrea Iannone     | Aprilia     | 0       | Caída     | 9        |      |
| Ret             | 44  | Pol Espargaró      | Derbi       | 0       | Caída     | 8        |      |
| Ret             | 56  | Hugo van den Berg  | Aprilia     | 0       | Caída     | 38       |      |
| Ret             | 93  | Marc Márquez       | KTM         | 0       | Caída     | 13       |      |
| Reporte Oficial |     |                    |             |         |           |          |      |